# Hanina El Hamamouchi

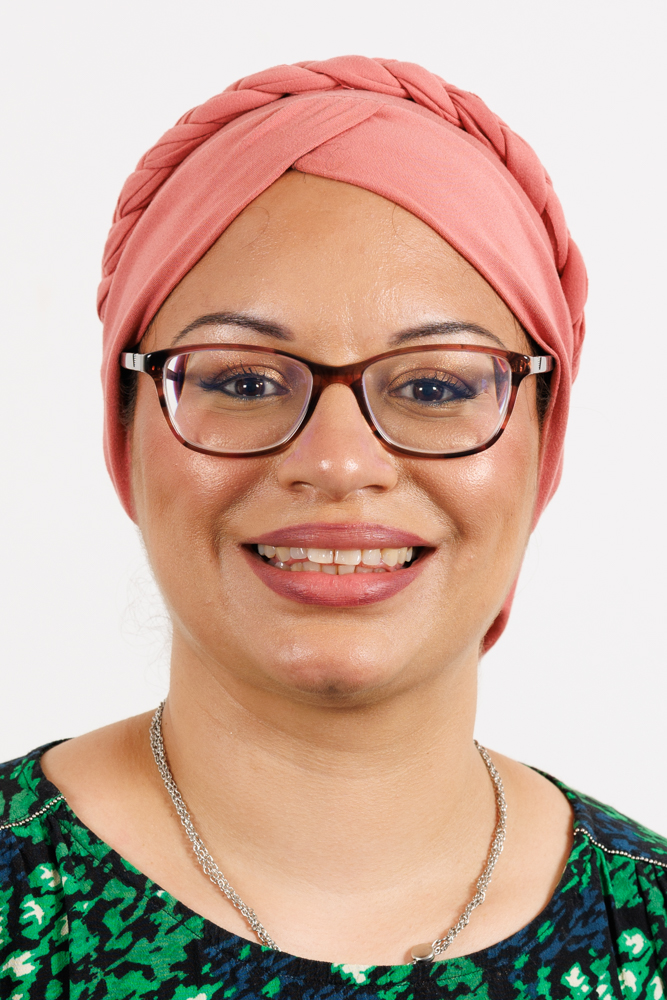
Hanina El Hamamouchi

Hanina El Hamamouchi (Elsene, 3 april 1983) is een Belgisch politica voor de marxistische PVDA-PTB.

## Biografie
El Hamamouchi, die van Marokkaanse afkomst is, behaalde in 2006 een bachelor in de marketing aan de hogeschool IFOSUP-EICW in Waver en behaalde in 2021 tevens een certificaat in administratie en boekhouding.
Na haar studies werkte ze van 2006 tot 2009 als administratief- en zaalverantwoordelijke voor een Brussels restaurant. Nadien werd ze in 2021 assistent-boekhouder en administratief medewerker bij een opleidingsfonds, waar ze na haar verkiezing als parlementslid deeltijds aan de slag bleef.
Begaan door de strijd tegen sociale ongelijkheid, sloot El Hamamouchi zich aan bij PVDA-PTB. Voor deze partij werd ze bij de Brusselse gewestverkiezingen van juni 2024 verkozen in het Brussels Hoofdstedelijk Parlement.